# Marine Building
Le Marine Building est un gratte-ciel situé 355, rue Burrard à Vancouver, en Colombie-Britannique, au Canada. 

## Description
Conçu et financé par le Lieutenant Commandant J.W. Hobbs de Toronto, il fut ouvert le 7 octobre 1930. Il était alors le plus haut gratte-ciel dans la ville jusqu'en 1939. À cause de la Grande Dépression, il fut vendu à la famille Guinness d'Irlande pour seulement 900 000 dollars. L'évaluation fiscale de 2004 est 22 millions de dollars.
À l'intérieur, des ascenseurs dont les portes sont en laiton, ont les parois couvertes de douze variétés des bois durs locaux. Les parties communes, notamment le vestibule, présentent toute une faune marine, des signes astrologiques et l'état des moyens de transport de l'époque.
Pendant la rénovation des années 1982 à 1989 pour mettre à niveau les systèmes électriques, mécaniques et d'air conditionné, le « linoleum de cuirassé » (importé d'Écosse) dans l'entrée a été remplacé par du marbre. L'ancien échange marchand fut aussi retiré (le mural du monde) pour être transformé en un restaurant chinois de luxe. Le plancher fut couvert et rehaussé pour permettre aux dineurs de profiter de la vue par les grandes baies vitrées.
Le gratte-ciel est utilisé dans la série Smallville pour représenter le bâtiment du journal de Metropolis, le Daily Planet. Le fameux globe terrestre, emblème du Daily Planet, a été ajouté en images de synthèse au sommet du building.